# فان رانغ – ثاب تشام
فان رانغ – ثاب تشام هي عاصمة محافظة ننه توان، فيتنام.

## تاريخ
كانت أرض فان رانج عاصمة باندورانجا لمملكة تشامبا القديمة.

## جغرافية
تقع مدينة فان رانغ - ثاب تشام في وسط محافظة ننه توان، على بعد 1380 كم شمال العاصمة هانوي، و330 كم شرق جنوب .مدينة هو تشي منه و95 كم جنوب مدينة نها ترانج.